# Schmelzebehandlungsmittel
Schmelzebehandlungsmittel (bis Mitte des 20. Jahrhunderts verallgemeinernd als Flussmittel, Schmelzsalz oder Schmelzmittel bezeichnet) sind Zusätze, die beim Schmelzen von Metallen und Legierungen verwendet werden (Schmelzebehandlung).

## Zwecke der Schmelzebehandlung
Sie sind vielfältiger als die früher gebräuchliche Terminologie vermuten lässt.
Gleich ist für jede Art der Behandlung nur, dass sie der Schmelze unerwünschte Eigenschaften nehmen und erwünschte verleihen muss. Dazu zählt auch das Zufügen und Entfernen von Elementen, sei es oxidierend und die gebildeten Oxide verschlackend, sei es durch Zufügen in Form von Vorlegierungen, oder geeigneten Salzgemischen.
Flussmittel, ein über das Metallurgische hinausreichender Begriff, wird im Rahmen der Schmelzebehandlung nur noch beim Recycling-Schmelzen zutreffend verwendet.
Schmelzebehandlungsmittel spielen in der Metallurgie der Eisen- und Nichteisenmetalle eine wichtige Rolle, bei letzteren gilt dies besonders für Legierungen des Aluminiums und Magnesiums, ferner für alle Legierungen auf Kupferbasis, sowie alle übrigen gebräuchlichen Legierungen der Nichteisenmetalle, seien sie auf Basis Zink, Zinn, oder Blei.

## Einsatz

### Bei Kupferbasislegierungen
Schmelzen mit dem Basismetall Kupfer neigen zu Oxidation und Wasserstoffaufnahme, die zu blasigen und durch Oxideinschlüsse fehlerhaften Gussstücken führen. Schmelzebehandlungsmittel ermöglichen bei entsprechender Ofenführung eine einwandfreie Metallqualität, indem sie zunächst den Wasserstoff durch Oxidation entfernen und dann den verbliebenen Sauerstoff durch Desoxidation auf ein tolerierbares Maß zurückführen oder sogar leicht überkompensieren (Phosphordesoxidation). Somit können bei Abwesenheit formtechnischer Fehler fehlerfreie Gussstücke produziert werden.

### Bei Aluminiumbasislegierungen
Komplexer ist die Situation bei Aluminium und besonders seinen gängigsten Legierungen auf Aluminium-Magnesium- oder Aluminium-Silizium-Basis. Bei allen Legierungen muss der besonders unerwünschte gelöste Wasserstoff durch eine chemische oder mechanische Spülbehandlung (Impeller) entfernt werden. Da die Löslichkeit für Wasserstoff in einer Aluminiumschmelze bedeutend höher ist, als im erstarrten Zustand, ist Porosität der Gussteile die Folge. Des Weiteren müssen alle in der leicht oxidierbaren Schmelze flotierenden, zum Teil sehr feinen oxidischen Partikel vom Gamma- und Alphatyp (letzterer besser bekannt als harter Korund) und Spinelle aus Oxiden des Aluminiums und Magnesiums entfernt werden, da sie zu festigkeitsmindernden Einschlüssen in den Gussstücken führen.
Darüber hinaus werden Zusätze wie Natrium oder Strontium zur Veredelung (Gefügebeeinflussung) von besonders im Automobilbau vielverwendeten Aluminium-Silizium-Legierungen eingesetzt. Sie führen zu einem deutlich festeren Gefüge. Zusätzlich kann noch eine Kornfeinungsbehandlung (Gefügebeeinflussung) Festigkeit und Beanspruchbarkeit der Gussstücke verbessern. Bei Aluminium-Magnesium-Legierungen ist dies in aller Regel der Fall. Gebräuchlich sind Zusätze von Titan und Bor, auch Zirconium. Sie werden als sogenannte Vorlegierungen oder pulverförmige bzw. tablettierte Zusätze aus das erwünschte Element in der Schmelze freisetzenden Salzen zugeführt.